# Olpidium pendulum
Olpidium pendulum är en svampart som beskrevs av Zopf 1890. Olpidium pendulum ingår i släktet Olpidium och familjen Olpidiaceae.   Inga underarter finns listade i Catalogue of Life.